# Hemistola stathima
Hemistola stathima là một loài bướm đêm trong họ Geometridae.